# Roy & Ádám Trió
A Roy & Ádám Trió egy magyar rockegyüttes.

## Története
Kohánszky Roy és Nagy Ádám a kilencvenes évek eleje óta zenélt együtt. A Roy és Ádám formáció a Tramps klubzenekar felbomlása után vált ki és az első, "A csapból is én folyok!" maxi CD-jük 1998 májusában jelentet meg, szeptemberben pedig a Tartsd életben! című debütáló albumuk. 1999 augusztusában már negyedik, "Csak 1 pillanat" videóklipjüket forgatták Carrick McDonald fiatal amerikai rendezővel. Mindeközben olyan felkéréseknek tettek eleget, mint például egy duett Cserháti Zsuzsával az "Adj még a tűzből!" albumán, közreműködés Presser Gábor "Képzelt riport 1 amerikai popfesztiválról" vagy a Hooligans "Mesét, álmot, mámort" albumán. 1999–2000-ben a zenekar 11 válogatás CD-re került fel slágereivel. 2001-ben lehetőséget kaptak a New York-i fellépés alkalmával, a Cafe Wha? nevű élőzenés klubban is a helyi fekete zenekarral jam-melni.
Az évek folyamán állandó résztvevőivé váltak a Kapcsolat koncerteknek, felléptek a Budai Parkszínpadon, a Petőfi Csarnokban és beindították önálló zenei klubjukat is.
A zenekar már indulásakor céljaként kitűzte az élőhangszeres zene népszerűsítését. A 2000-es évek közepére azonban a duó szembesült azzal a problémával, hogy élőben túl sokat kell támaszkodnia más zenészekre, így Kohánszky Roy basszusgitárt ragadott és felkérték Csányi Zoltánt, aki a Black-Out és több más zenekar tagja, session-zenésze, hogy állandó dobosként szálljon be. 2006-tól trió felállásban működik a zenekar.

## Tagjai
Jelenlegi tagok
- Kohánszky Roy – ének (1998–napjainkig), basszusgitár (2006–napjainkig)
- Nagy Ádám – gitár, vokál (1998–napjainkig)
- Csányi Zoltán – dobok, vokál (2006–napjainkig)

Korábbi tagok
- Kontor Tamás – basszusgitár (2002–2006)
- Papp Szabolcs – basszusgitár (2000–2002)
- Gátos Iván – billentyűs hangszerek[3]
- Mitsch Gergő – basszusgitár[3]
- Balázs "Mamóka" Tibor – dob[3]
- Balkányi Móni – vokál[3]

## Díjak és jelölések
- Huszka Jenő-díj az „év könnyűzeneszerzője” kategóriában (Ádám, 1998)[2]
- E-Klub - Rockvoks '98 "év énekese" díj (Roy, 1998)[2]
- Arany Zsiráf-díj az „1999-es év modern rock albuma” kategóriában („Tartsd életben” című lemez, 2000)[11]
- Arany Zsiráf-díj a „2000-es év hangfelvétele” kategóriában (a „Most jövünk mi!” című album hangmérnökei, 2001)[12]

Jelölések
- MAHASZ - Fonogram-díj a „2005-ös év hazai rock albuma” kategóriára[13]

## Diszkográfia

### Albumok
- 1998: Tartsd életben!
- 2000: Most jövünk mi!
- 2002: Ahogy érzed
- 2005: Fullánk
- 2008: 10 év
- 2011: Küldözési mánia
- 2017: RÁZ

### Közreműködések
| Év   | Album                                                                    | Dal                           |
| ---- | ------------------------------------------------------------------------ | ----------------------------- |
| 1999 | Aranyág: Ártatlan világ                                                  | Lehetsz bárhol                |
| 1999 | Cserháti Zsuzsa: Adj még a tűzből                                        | Két bolond                    |
| 2001 | Jakshow Hot 20 3.                                                        | Feketén a hófehér             |
| 2002 | Bravissimo 2002                                                          | Túl forró                     |
| 2002 | Danubius Light                                                           | Az én órám másképp jár        |
| 2002 | Animal Cannibals: Mindent lehet - Stílusok keverve                       | Vajon miről szólna ez a dal?  |
| 2003 | Dancissimo 2003                                                          | Az én órám másképp jár        |
| 2003 | Emilio: Nagyon nagy világ                                                | Küldetés                      |
| 2003 | Sláger slágerek - '90-es évek                                            | A csapból is én folyok!       |
| 2004 | Szabó Leslie: Van hova és van miért                                      | Dalai láma                    |
| 2005 | Oláh Ibolya: Édes méreg                                                  | Valamit valamiért             |
| 2005 | Bravissimo 2005                                                          | Valamit valamiért             |
| 2005 | Vallomás - Legszebb szerelmes dalok                                      | A boldogság egyszerű          |
| 2006 | Karácsonyi VOLT Fesztivál                                                | Ajándék                       |
| 2006 | Nagy duett lemez                                                         | Feketén a hófehér, Két bolond |
| 2006 | Now.hu 8. - A legfrissebb hazai                                          | Újfullánk                     |
| 2006 | Rock - A Legjobbaktól                                                    | Méregfog                      |
| 2007 | Now.hu 11 - A legfrissebb hazai                                          | Music                         |
| 2008 | Horváth Attila életmű - Skandináv éjszakák (A legjobb pop-country dalok) | Vagy az ördög van velem       |
| 2008 | Keresztes Ildikó: Minden ami szép volt                                   | Várlak                        |
| 2009 | Ballagás - A legemlékezetesebb dalok a felnőtté válásról                 | Zsebemben a holnap            |
| 2009 | Best Of A Zene                                                           | Zsebemben a holnap            |